# ...Where the Shadows Lie
...Where the Shadows Lie – pierwszy album fińskiego zespołu epicmetalowego Battlelore, wydany w sierpniu 2002 roku przez wytwórnię Napalm Records. Po jego wydaniu gitarzysta Tommi Havo odszedł z zespołu ze względów osobistych. Zastąpił go Jussi Rautio.

## Twórcy
- Kaisa Jouhki – śpiew
- Patrik Mennander – śpiew
- Tommi Havo – gitara
- Jyri Vahvanen – gitara
- Miika Kokkola – gitara basowa
- Henri Vahvanen – perkusja
- Maria – instrumenty klawiszowe

### Gościnnie
- Jyrki Myllärinen – gitara klasyczna

## Lista utworów
1. „Swordmaster” – 5:36
2. „The Grey Wizard” – 4:17
3. „Raging Goblin” – 4:35
4. „Journey to Undying Lands” – 5:50
5. „Shadowgate” – 4:04
6. „Fangorn” – 5:05
7. „The Green Maid” – 3:44
8. „Khazad-Dûm Pt.1 (Ages of Mithril)” – 5:20
9. „Ride with the Dragons” – 4:17
10. „Feast for the Wanderer” – 4:05 (*)

(*) Hidden track, nie wspomniany w liście utworów na okładce albumu.